# Caryne Selbonne
Caryne Irène Selbonne-Capoul, née le 26 mai 1967 à Pointe-à-Pitre, est une footballeuse française évoluant au poste de défenseur.

## Carrière

### Carrière en club
Caryne Selbonne évolue au Paris Saint-Germain de 1986 à 1991 ; elle est la première internationale française de l'histoire du club.

### Carrière en sélection
Caryne Selbonne compte trois sélections en équipe de France entre 1980 et 1990.
Elle reçoit sa première sélection en équipe nationale le 14 septembre 1980, en amical contre l'URSS (défaite 1-2). Elle joue son dernier match le 14 octobre 1990, en match de qualification pour le Championnat d'Europe 1991 contre la Suède (défaite 4-1).